# جک هیوستون
جک هیوستون (انگلیسی: Jack Huston؛ زادهٔ ۷ دسامبر ۱۹۸۲) یک هنرپیشه اهل بریتانیا است. وی از سال ۲۰۰۴ میلادی تاکنون مشغول فعالیت بوده‌است.
از فیلم‌ها یا برنامه‌های تلویزیونی که وی در آن نقش داشته است می‌توان به مستر نایس، پرنده زلزله، قطار شبانه لیسبون، پرنده‌های زرد، طولانی ترین سواری، غرور و تعصب و زامبی‌ها، بهترین آن‌ها و پشیمانی‌های خانم آستین، دو جک، باغ عدن، بیگانه و خانه مد گوچی اشاره کرد.